# 苏黎世/麦金托什太阳黑子分類

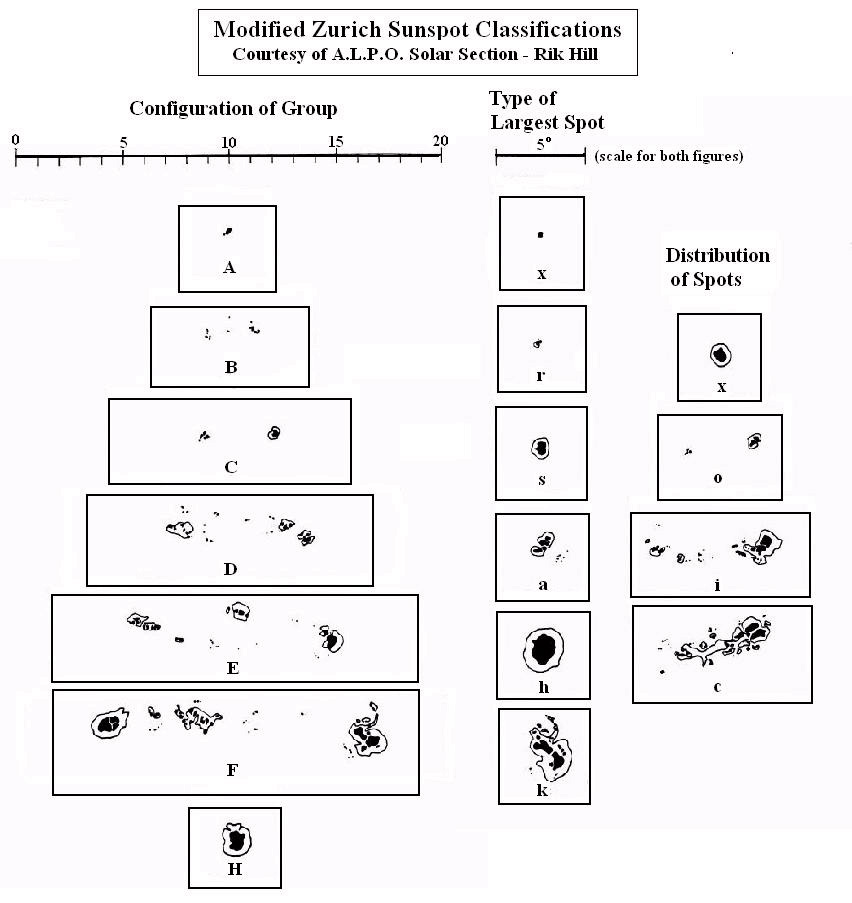
如图，描述了苏黎世/麦金托什太阳黑子分類中的Z（修订蘇黎世修订），p（最大的太阳黑子的半阴影）于c（太阳黑子的分布），并展示了不同分类下太阳盒子的样貌。

苏黎世/麦金托什太阳黑子分类（英語：Zürich/McIntosh system）是一種用於描述太陽黑子結構、複雜程度、大小等特性的一種分類方法。這種分類的序號由3個字母組成，第一个参数描述了一个黑子群的形态和演化，第二个参数描述了黑子群中最大黑子的形状，第三个参数描述了太阳黑子群中黑子的分布。
苏黎世/麦金托什太阳黑子分类由麦金托什（Patrick S. McIntosh）于1990年發明，并被苏黎世修訂。

## 簡述
該分類由3個參數構成，分別是Z（修订蘇黎世），p（最大的太阳黑子的半阴影）于c（太阳黑子的分布）.例如，Fkc就描绘了一个双极的两端斑点上有半影区，长度>15°，最大点的半影轮廓不规则，其中的多个本影是分开的，但南北直径大于2.5 °的紧凑的太阳黑子。

### Z（修订蘇黎世修订）
修订蘇黎世分类是根据是否存在半影、半影如何分布以及黑子群的长度来定义的。长度以绝对日光度定义。单极群（A）是一个点，或者说是一个紧凑的黑子群，点之间的距离最大为3°，否则会被分类成2个区域。对于一组半影(类H），最大的分离是测量在附属本影的中心和最近的边界半影区周围的主要黑子。双极基团具有两个或两个以上的点，形成长度大于3°的细长簇。通常在黑子群中间会有一个空隙，把它分成两个不同的部分。具有较大主斑点的黑子群长度必须为5°才能被归类为双极群。
- A：没有半影的单极黑子群，代表太阳黑子群的形成或演化的最后阶段。

- B：双极黑子群无任何斑点半影。

- C：双极黑子群在组的一端有半影，在大多数情况下半影围绕最大的黑子本影。

- D：双极黑子群，两端斑点都有半影，长度≤10 ° 。

- E：双极黑子群，两端斑点都有半影，长度>10°并≤15 ° 。

- F：双极黑子群，两端斑点都有半影，长度 > 15 ° 。

- H：具有半影的单极黑子群。主要斑点通常是从已存在的双极群中剩余的主要黑子。

### p（黑子群中最大黑子的半影）
太阳黑子群中最大黑子的类型可以用半影的类型、半影的大小以及半影内部半影和本影的对称性来描述。
- x：无半影（群类为A或B）。
- r：原始半影，部分环绕最大黑子。这种半影不完整，颗粒状而非丝状，比成熟半影更亮，从黑子延伸3"。原始半影可能处于形成或溶解阶段。
- s：小型对称。最大黑子具有圆形或椭圆形的成熟、暗色、丝状半影，边界略带不规则性。半影中只有一个黑子，或者一簇紧密的黑子，模仿半影的对称性。半影的南北直径小于2.5°。
- a：小型非对称。最大黑子的半影轮廓不规则，半影内部的多个黑子分开，不模仿半影的对称性。半影的南北直径小于2.5°。
- h：大型对称。结构与's'型相同，但半影的南北直径大于2.5°。因此，面积必须大于2.5亿分之一的太阳半球。
- k：大型非对称。结构与'a'型相同，但半影的南北直径大于2.5°，因此面积大于2.5亿分之一的太阳半球。

### c（太阳黑子的分布）
对太阳黑子群内部的相对黑点分布进行简单排名，提供额外信息，例如群的面积以及在主黑子和随从黑子之间的磁极反转线附近可能存在的强黑点情况。
- x：对于单极群（A类和H类）无须定义。
- o：开放。主黑子和随从黑子之间很少有黑点。群内的黑子非常小。
- i：中等。许多黑点位于群的领头和尾部之间，但没有一个黑子具有成熟的半影。
- c：紧凑。主黑子和随从黑子之间的区域充满许多内部黑子，至少一个内部黑点具有成熟的半影。极端情况下，整个黑子群都被连续的半影区域所包围。

## 与耀斑的关联性
大型复杂太阳黑子群(D + E + F)的耀斑产生潜力比小型简单太阳黑子群(A + B + C + H)的耀斑产生潜力大约高8倍。79%的耀斑是由大型和复杂的太阳黑子群产生的，只有21%的耀斑是由小型太阳黑子群产生的。最大和最复杂的 F 级(非常大和非常复杂)太阳黑子群表现出最高的耀斑产生潜力（平均每个太阳黑子群2.16个X级耀斑） ，而最小和最不复杂的A级太阳黑子群表现出最低的耀斑产生潜力（平均每个太阳黑子群0.05个X级耀斑）。

## 额外链接
- SolarMonitor记录了大部分太阳黑子群的苏黎世/麦金托什太阳黑子分类 （页面存档备份，存于）
- SpaceWeatherlive有关于苏黎世/麦金托什太阳黑子分类的各种种类的详细说明